# Biedrzychowice Dolne

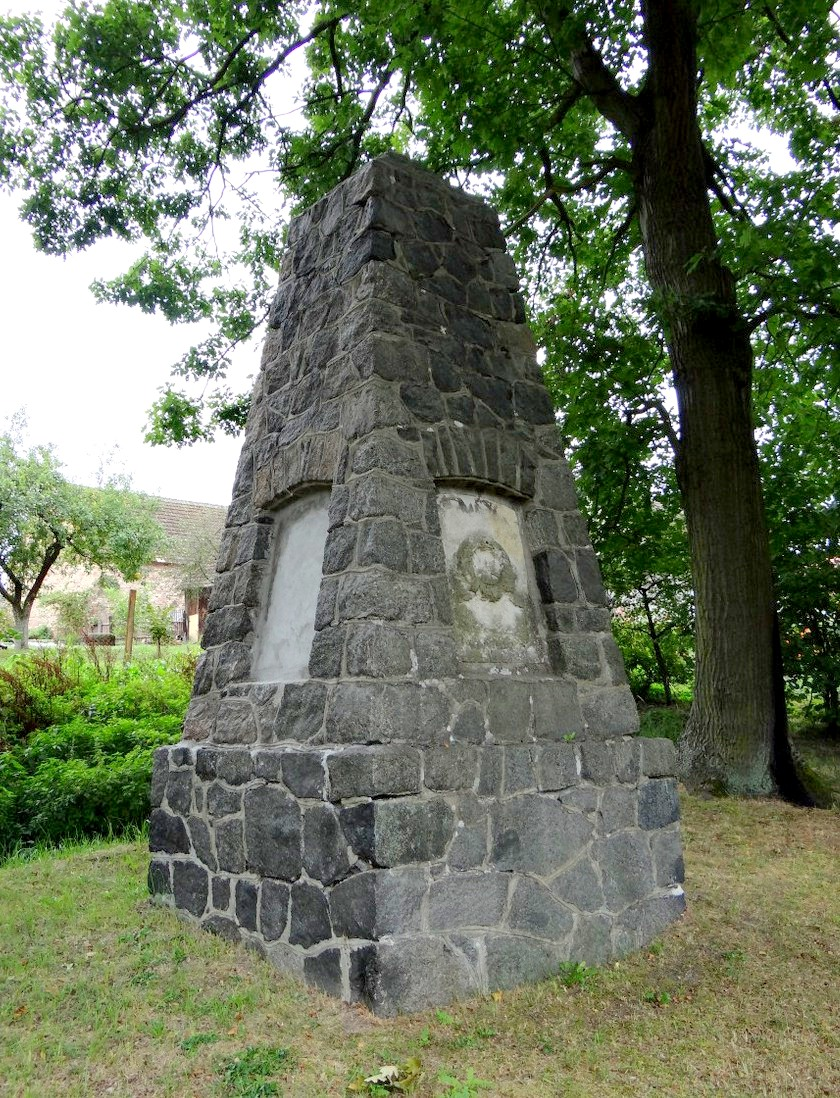
Pomnik pierwszowojenny

Biedrzychowice Dolne (niem. Friedersdorf oraz w języku łużyckim Bjedrychojce lub Bjedrichojce) – wieś w Polsce położona w województwie lubuskim, w powiecie żarskim, w gminie Żary.
W latach 1975–1998 miejscowość administracyjnie należała do województwa zielonogórskiego.
We wsi był przystanek kolejowy Biedrzychowice Dolne.

## Zabytki
Do wojewódzkiego rejestru zabytków wpisane są:
- kościół filialny pod wezwaniem Podwyższenia Krzyża Świętego, późnoromański z pierwszej połowy XIII-XVII wieku
  - dzwonnica-brama, murowano-szachulcowy
- dom, obok kościoła, z 1789 roku.